# Burgstall Altes Haus (Roggenstein)
Der Burgstall Altes Haus ist eine abgegangene mittelalterliche Höhenburg am Talrand der Luhe wenige Meter südöstlich der Wendelinstraße bzw. südlich der Althausstraße in der Gemeinde Roggenstein (Vohenstrauß) im oberpfälzischen Landkreis Neustadt an der Waldnaab in Bayern. Bei dieser Burganlage wird vermutet, dass es sich um die erste Burg in Roggenstein und den Stammsitz der seit dem 12. Jahrhundert bezeugten Herren von Rackendorf, dem heutigen Roggendorf, handelt. Erhalten haben sich von der einstigen Burg nur noch ein partieller Ringgraben mit Außenwall. Die Stelle ist als Bodendenkmal Nummer D-3-6339-0016 „mittelalterlicher Burgstall“ geschützt.

## Geschichte
Das Alte Haus, südwestlich von Roggenstein gelegen, scheint der ursprüngliche Sitz der Rakkendorfer gewesen zu sein. Ein Albert de Rakkendorf wird 1150 als Zeuge und Mitsiegler einer Schenkungsurkunde der Brüder Willhof an das Kloster Reinbach genannt.
Vermutlich haben sie das Alte Haus zusammen mit der Hammermühle dem Kloster Waldsassen geschenkt. Danach hat das Geschlecht diesen Sitz verlassen, denn 1454 wird von einem Ulrich de Rakkendorf berichtet, der in Ullersricht wohnte und Richter in Weiden in der Oberpfalz war. Ab dem 14. Jahrhundert sind die beiden Edelsitze, das Alte Haus und das Schloss Roggenstein, in Roggenstein getrennt.
1352 erwarben die Landgrafen von Leuchtenberg den südlichen Teil von Roggenstein vom Kloster Waldsassen und machten ihn zur Hofmark Rakkendorf. Der Hammerherr Konrad Wolentzhofer, Bürger zu Amberg bekommt 1382 den Sitz und das darunter liegende Hammerwerk von den Landgrafen. Das Hammerwerk muss sehr ertragreich gewesen sein, denn anno 1400 liehen sich die Landgrafen von dem Hammerherrn 400 Rheinische Gulden; als Pfand überließen sie ihm die Dörfer Lerau und Wieselrieth (heute ebenfalls zu Leuchtenberg gehörig).
Niklas von Stein auf dem Pfreimdtal, der den nördlichen Teil mit der Burg Roggenstein 1404 bereits erworben hatte, kaufte 1419 auch die Hofmark. Die neuen Gutsherren nannten sich Freiherrn von Stein zu Stein in Rackenstein. Damit erhielt auch das Dorf seinen heutigen Namen, aus Rakkendorf ist über Rackenstein der Ortsname Roggenstein geworden.
Der Burgstall gehört heute zum Besitz der Hammermühle; die umliegenden Felder heißen Alte-Haus-Äcker. 1833 lag in Roggenstein die Luhmühle mit drei Gängen sowie die Hauknermühle. In letzterer wurde das stillstehende Hammerwerk zu einer Glasschleife umgebaut. 1851 wurde die Luhmühle an den Müller Wurm verkauft, die Glasschleife kaufte der Fabrikant Bloch. 1859 kam die Hammermühle an die Familie Herold.

## Beschreibung
Die bewaldete Burgstelle befindet sich am steil abfallenden Talrand in 510 m ü. NHN Höhe, und damit rund 50 Höhenmeter über dem Talgrund der Luhe. Sie liegt rund 125 Meter südlich des Hauses Altausweg 3. Die Ostseite der Burg war durch den steilen Abfall des Geländes von Natur aus gut geschützt, nach Westen schließt sich eine ebene Jura-Hochfläche an. An dieser Seite musste die Burganlage durch einen Graben mit Außenwall gesichert werden.
Die ovale Burgstelle misst von Nordnordwesten nach Südsüdosten 40 Meter und von Ostnordosten nach Westsüdwesten 30 Meter. Ein noch 2,5 Meter tief erhaltener, etwa halbkreisförmiger Graben trennt die Burgstelle von der landwirtschaftlich genutzten Hochfläche im Westen ab. Die Grabenenden verlaufen noch einige Meter den Steilhang zur Luhe hinab. An der Außenseite ist diesem Graben ein Wall als zusätzlichem Annäherungshindernis vorgelegt, er ist stellenweise noch deutlich erhalten. Auf der Innenfläche der Anlage befindet sich Bauschutt mit Mörtelresten.